# Vizellopsis grevilleae
Vizellopsis grevilleae är en svampart som beskrevs av Bat., J.L. Bezerra & T.T. Barros 1969. Vizellopsis grevilleae ingår i släktet Vizellopsis, klassen Dothideomycetes, divisionen sporsäcksvampar och riket svampar.   Inga underarter finns listade i Catalogue of Life.